# Yugo Ichiyanagi
Yugo Ichiyanagi (født 2. april 1985) er en japansk fodboldspiller, som spiller for den japanske fodboldklub Thespakusatsu Gunma.